# Філіп'єва Дар'я Сергіївна
Да́р'я Сергі́ївна Філі́п'єва (нар. 29 серпня 1988, Суми, Українська РСР, СРСР — пом. 3 серпня 2023, Запорізька область, Україна) — українська військовослужбовиця, парамедикиня 46-ї окремої аеромобільної бригади.

## Життєпис
Народилася 29 серпня 1988 в місті Суми. Навчалася у Сумському державному університеті на кафедрі германської філології. Займалася спортом, була майстром спорту з легкої атлетики, знала декілька мов й працювала перекладачкою.
Вперше потрапила до армії у 2019 році з почуття обов'язку зробити щось важливе для країни. Закінчила курс для бойового медичного персоналу, а за швидку реакцію отримала позивний «Блискавка». Деякий час працювала у 24-й окремій механізованій бригаді імені короля Данила, в складі якої рятувала воїнів на Світлодарській дузі на Донеччині. Останні роки проживала в Києві.
З початком повномасштабного вторгнення Росії в Україну стала до лав територіальної оборони Києва. Певний час служила в Інтернаціональному легіоні територіальної оборони України. 
Пізніше перевелась до 46-ї окремої аеромобільної бригади, де обіймала посаду старшої бойової медикині аеромобільної роти, підвищення кваліфікації до котрої пройшла у 2021 році. В обов'язки Філіп'євої входила стабілізація поранених захисників, передача їх на медичну евакуацію та низка справ поза бойовим виїздом. Крім того, проводила заняття з тактичної медицини та займалася забезпеченням роти.
Загинула 3 серпня 2023 в Запорізькій області. Прощання відбулося 12 серпня того ж року на Майдані Незалежності у Києві та 15 серпня на Алеї Слави Баранівського кладовища в Сумах.

## Нагороди
- Почесний нагрудний знак «Сталевий хрест» (24 січня 2023[9]);
- Орден «За мужність» III ступеня (посмертно, 3 листопада 2023[10]).

## Увічнення пам'яті
- В травні 2024 року у бомбосховищі дитячої художньої школи міста Городок на Хмельниччині було відкрито виставку портретів полеглих на війні українок авторства колишньої журналістки, офіцерки Збройних сил України Олени Білозерської. Першою з серії портретів стала Дар'я Філіп'єва[11][12].